# Тантамареска (фотография)
Тантамареска (от фр. tintamarresque, tɛ̃.ta.ma.ʁɛsk) — стенд для фотосъёмки с отверстием для лица. Обычно это напольный щит или ростовая фигура из пластика, ДВП, картона с отверстиями для лица (реже — также для рук, ног) с изображением персонажей в разнообразных позах и ситуациях с различными фонами. Тантамареска может быть выполнена в виде щита или каркаса, обтянутого холстом. Для фотографирования люди заходят за обратную сторону тантамарески и просовывают лицо (иногда и руки, ноги) в прорези. Тантамарески используются при проведении общественных мероприятий, торжеств, концертов, рекламных акций, на праздниках. Их также применяют курортные фотографы.
Идея тантамареска запатентована американским художником Кассиусом Маркеллусом Кулиджем. Он же автор некоторых наиболее узнаваемых сюжетов (мускулистый мужчина, женщина в купальнике).

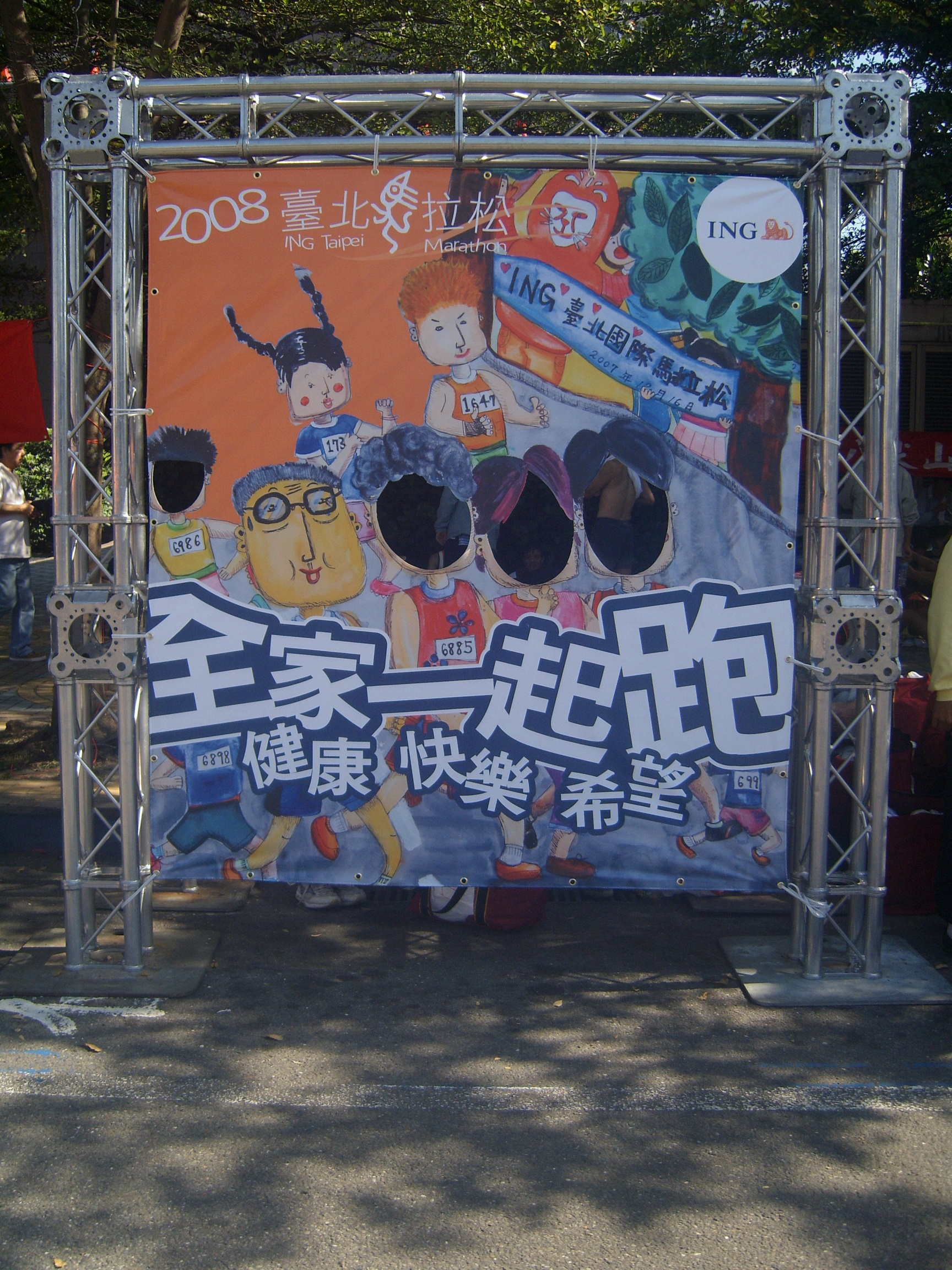
Тантамареска в Тайбэе
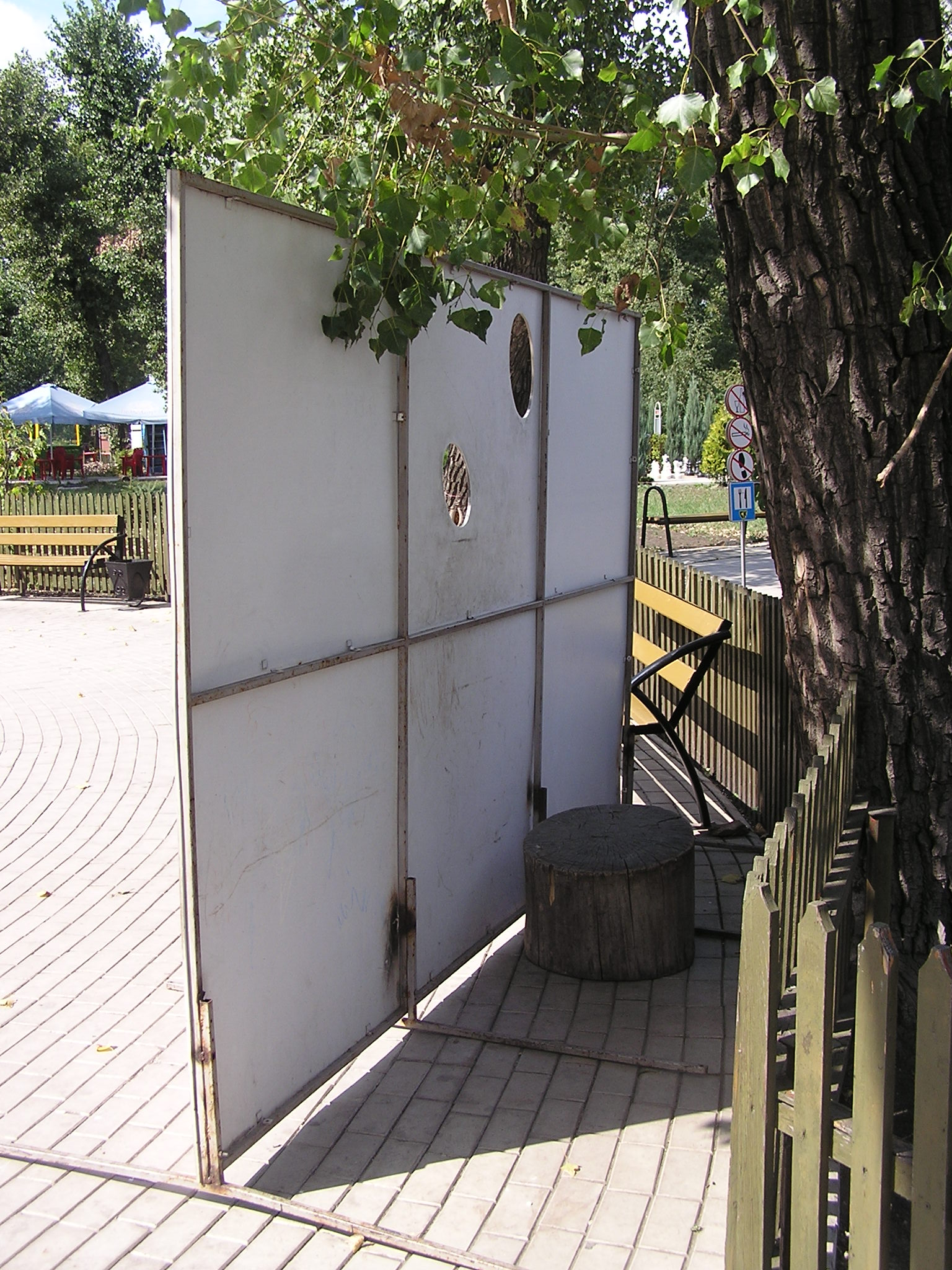
Тантамареска с обратной стороны